# Linea Bessho

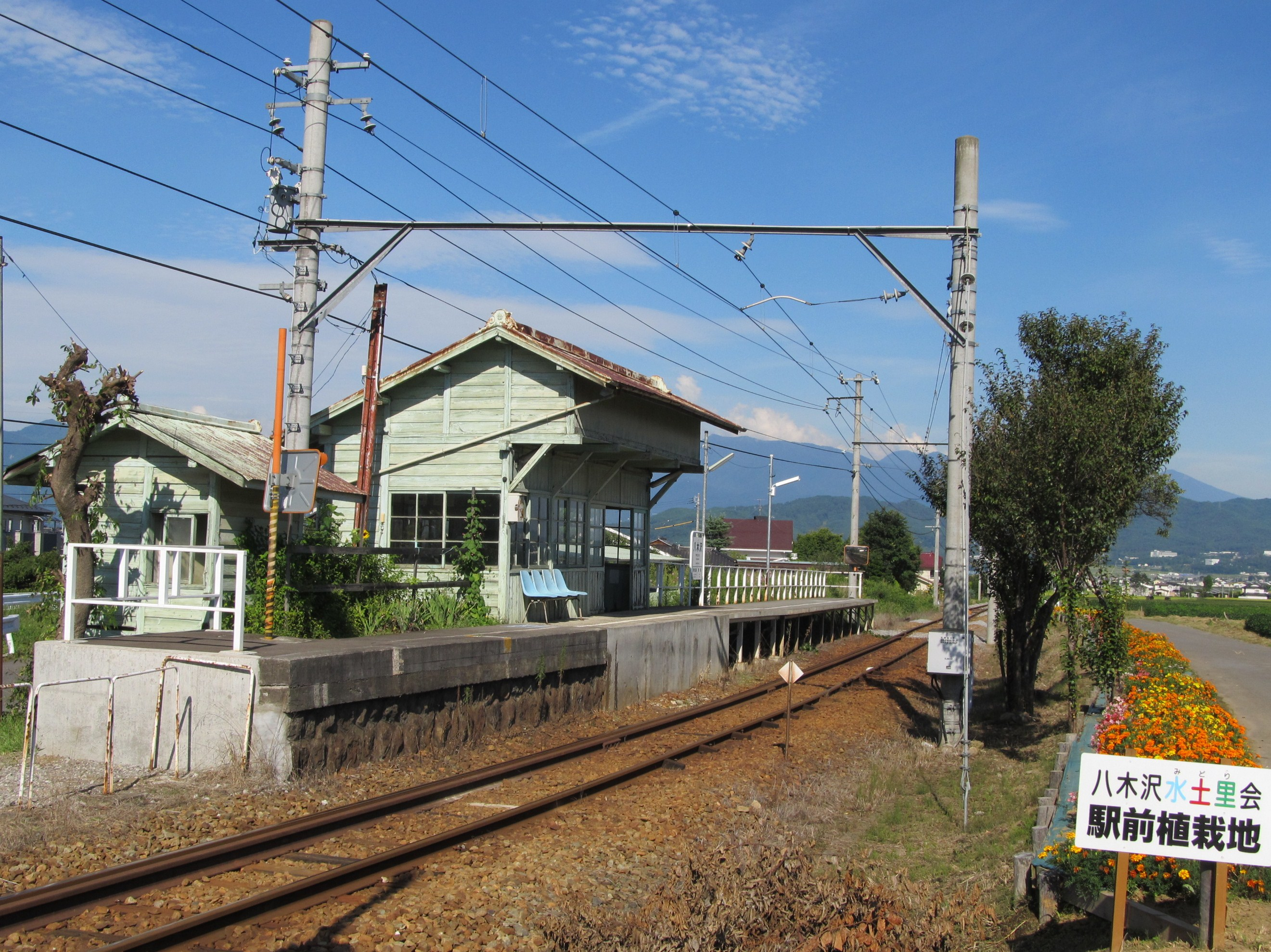
Yagisawa, una tipica stazione in campagna della linea Ueda

La  linea Bessho (上田電鉄別所線?, Ueda dentetsu Bessho-sen), gestita dalla società Ferrovia elettrica di Ueda, è una ferrovia urbana a scartamento ridotto che collega le stazioni di Ueda e Bessho-Onsen, tutte nella città di Ueda a sud-est della prefettura di Nagano. Sebbene corra per tutta la sua estensione nell'area comunale di Ueda, la linea di fatto attraversa una vasta zona di campagna.

## Caratteristiche
La linea parte sopraelevata dal capolinea della stazione di Ueda, e dopo aver sorpassato su ponte il fiume Chikuma, prosegue in superficie lungo la piana di Ueda. Passa quindi per l'ex villaggio di Kawabe (in seguito fusosi con Ueda) e raggiunge infine la cittadina termale di Bessho, da cui prende il nome, passando per Shiodadaira, formando quindi una specie di "S" nella piana di Ueda. Lungo il percorso sono presenti curve ripide, anche di 90 gradi, e vicino al capolinea di Bessho Onsen, la pendenza raggiunge il 40‰. Per questo motivo, quando l'elettrificazione era a 750 V, in questo tratto la velocità massima raggiungibile era di soli 20 km/h, e questo ha reso necessario raddoppiare il voltaggio. Infine, presso le stazioni di Shimonogō e Ueda erano disponibili interscambi sulle linee Nishimaruko e Aoki, che a oggi risultano dismesse.

### Dati tecnici
- Lunghezza totale: 11,6 km
- Scartamento: 1067 mm
- Pendenza massima: 40‰
- Stazioni totali: 15
- Binari: tutta la linea è a binario semplice
- Elettrificazione: tutta la linea a 1500 V CC
- Sistema di blocco: automatico
- Sistema di controllo treno: ATS
- Centro di controllo movimenti: Suzaka

## Servizi
Fra il 1990 e il 1994 sulla linea circolavano anche treni rapidi, ma a oggi tutti i treni fermano a tutte le stazioni con una frequenza tipica di 1 o 2 treni per ora per senso di marcia.

## Stazioni
- Tutte le stazioni si trovano nella città di Ueda, nella prefettura di Nagano

| Stazione     | Giapponese | Dist. interst. | Dist. totale | Collegamenti                    |
| ------------ | ---------- | -------------- | ------------ | ------------------------------- |
| Ueda         | 上田       | -              | 0.0          | Nagano Shinkansen Linea Shinano |
| Shiroshita   | 城下       | 0.8            | 0.8          |                                 |
| Miyoshichō   | 三好町     | 0.7            | 1.5          |                                 |
| Akasakaue    | 赤坂上     | 0.7            | 2.2          |                                 |
| Uedahara     | 上田原     | 0.7            | 2.9          |                                 |
| Terashita    | 寺下       | 0.9            | 3.8          |                                 |
| Kabatake     | 神畑       | 0.7            | 4.5          |                                 |
| Daigaku-mae  | 大学前     | 0.7            | 5.2          |                                 |
| Shimonogō    | 下之郷     | 0.9            | 6.1          |                                 |
| Nakashioda   | 中塩田     | 1.3            | 7.4          |                                 |
| Shiodamachi  | 塩田町     | 0.6            | 8.0          |                                 |
| Nakano       | 中野       | 0.5            | 8.5          |                                 |
| Maita        | 舞田       | 0.9            | 9.4          |                                 |
| Yagisawa     | 八木沢     | 0.7            | 10.1         |                                 |
| Bessho-Onsen | 別所温泉   | 1.5            | 11.6         |                                 |

## Materiale rotabile
- Serie 1000 (4 composizioni bloccate da 2 casse) (ex Tokyu serie 1000)[1]
- Serie 7200 (2 composizioni bloccate da 2 casse) (ex Tokyu serie 7200)

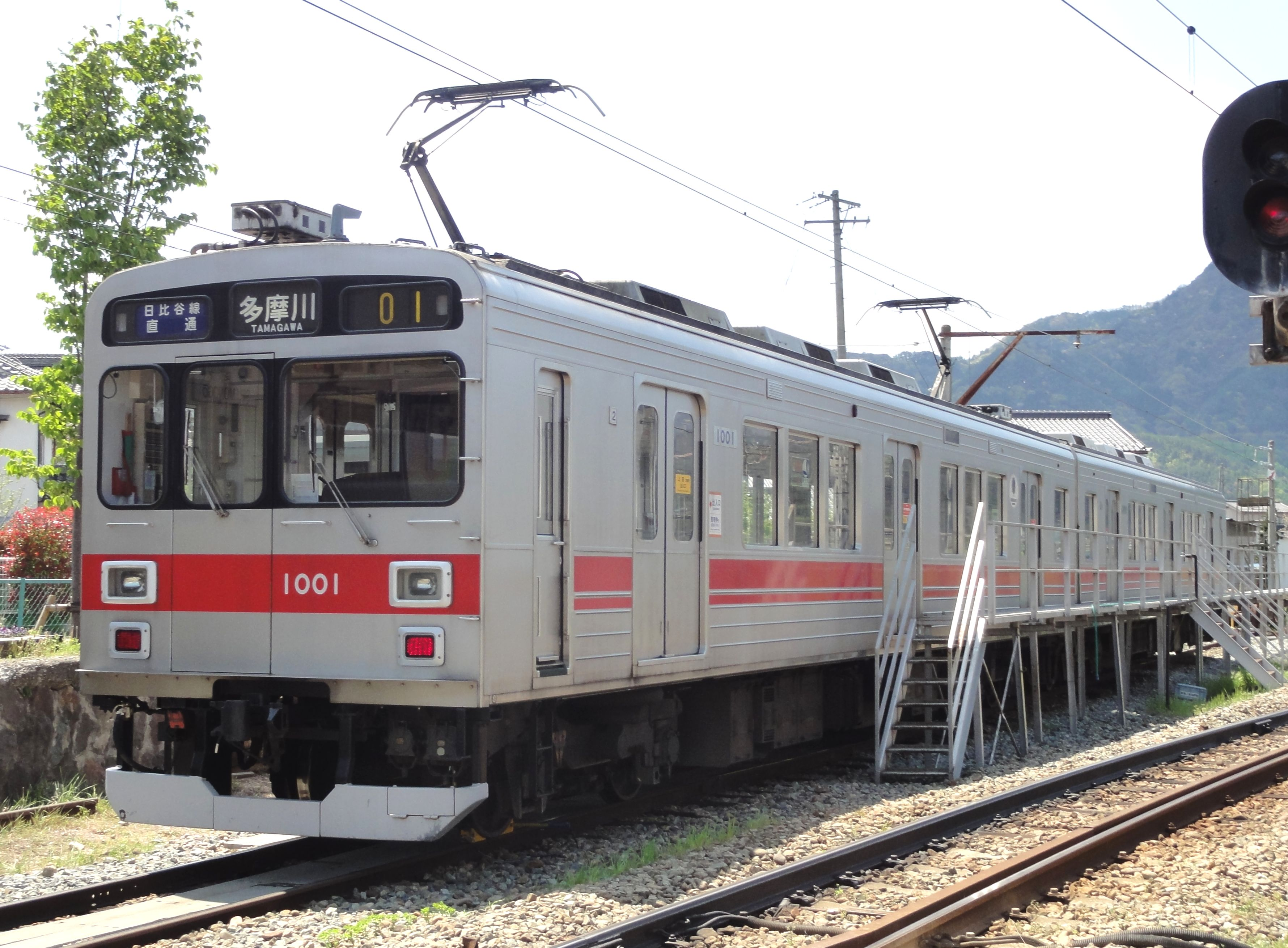
Serie 1000
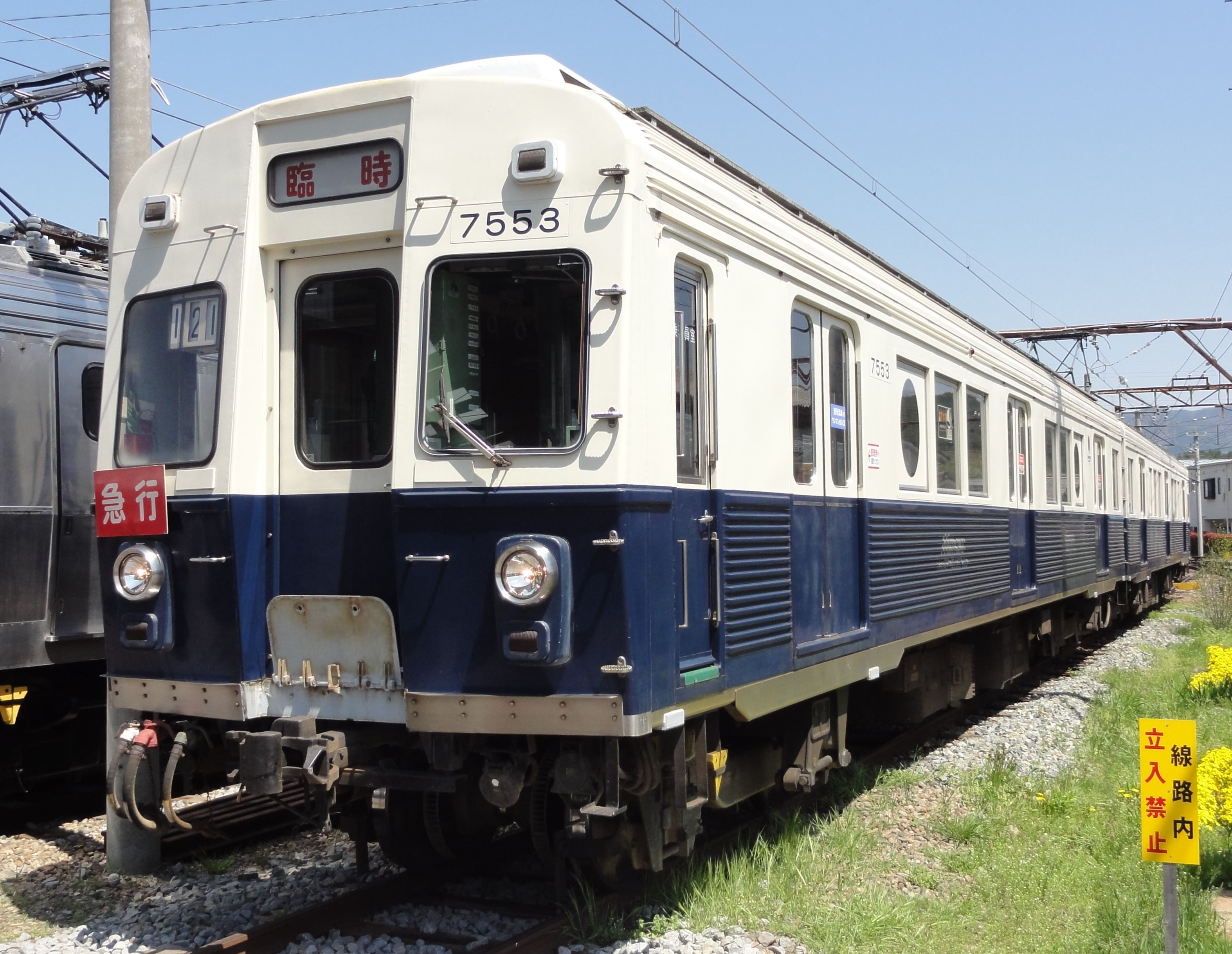
Serie 7200